# Basento
Le Basento est un fleuve d'Italie du sud en région Basilicate qui a son embouchure dans le  golfe de Tarente en Mer Ionienne.

## Géographie
Long de 149 kilomètres[réf. nécessaire], ll prend sa source sur le Monte Arioso, dans le sud des Apennins, à l'ouest de la ville de Potenza, et se jette à Métaponte dans le golfe de Tarente en Mer Ionienne. 

### Bassin versant
Son bassin versant est de 1 537 km2 de superficie[réf. nécessaire].

## Hydrologie
Son module est de 12,2 m3/s[réf. nécessaire]. Son régime hydrologique est dit pluvial méridional.